# Kvalspelet till världsmästerskapet i fotboll för damer 2011
Kvalspelet till Världsmästerskapet i fotboll för damer 2011 i Tyskland spelades mellan april 2009 och november 2010.

## Kvalificerade länder

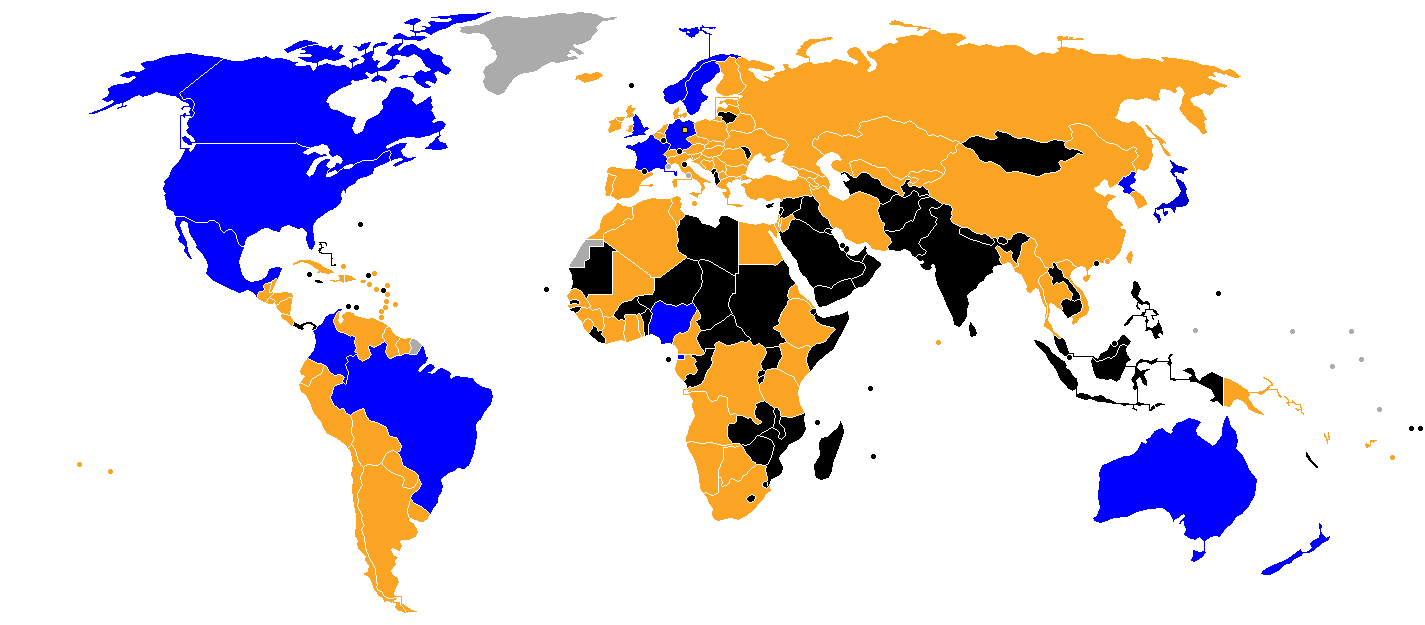
Kvalificerade länder
Ej kvalificerade länder
Deltog inte i kvalet
Ej medlem i FIFA

| Lag              | Kvalificerat som                            | Datum             | Antal VM | Antal VM i rad | Tidigare bästa resultat      | FIFA-rankning1 |
| ---------------- | ------------------------------------------- | ----------------- | -------- | -------------- | ---------------------------- | -------------- |
| Tyskland         | Värdnation                                  | 30 oktober 2007   | 6        | 6              | Vinnare (2003, 2007)         | 2              |
| Australien       | Vinnare av asiatiska mästerskapet 2010      | 27 maj 2010       | 5        | 5              | Kvartsfinal (2007)           | 11             |
| Nordkorea        | Tvåa i asiatiska mästerskapet 2010          | 27 maj 2010       | 4        | 4              | Kvartsfinal (2007)           | 8              |
| Japan            | Trea i asiatiska mästerskapet 2010          | 30 maj 2010       | 6        | 6              | Kvartsfinal (1995)           | 4              |
| Frankrike        | Playoff-vinnare i Uefa-kvalet               | 15 september 2010 | 2        | 1              | Första omgången (2003)       | 7              |
| Norge            | Playoff-vinnare i Uefa-kvalet               | 15 september 2010 | 6        | 6              | Vinnare (1995)               | 9              |
| Sverige          | Playoff-vinnare i Uefa-kvalet               | 16 september 2010 | 6        | 6              | Tvåa (2003)                  | 5              |
| England          | Playoff-vinnare i Uefa-kvalet               | 16 september 2010 | 3        | 2              | Kvartsfinal (1995, 2007)     | 10             |
| Nya Zeeland      | Vinnare av oceaniska mästerskapet 2010      | 8 oktober 2010    | 3        | 2              | Första omgången (1991, 2007) | 24             |
| Kanada           | Vinnare av CONCACAF-kvalet                  | 5 november 2010   | 5        | 5              | Fyra (2003)                  | 6              |
| Mexiko           | Tvåa i CONCACAF-kvalet                      | 5 november 2010   | 2        | 1              | Första omgången (1999)       | 22             |
| Nigeria          | Vinnare av afrikanska mästerskapet 2010     | 11 november 2010  | 6        | 6              | Kvartsfinal (1999)           | 27             |
| Ekvatorialguinea | Tvåa i afrikanska mästerskapet 2010         | 11 november 2010  | 1        | 1              | Första mästerskapet          | 61             |
| Brasilien        | Vinnare av sydamerikanska mästerskapet 2010 | 19 november 2010  | 6        | 6              | Tvåa (2007)                  | 3              |
| Colombia         | Tvåa i sydamerikanska mästerskapet 2010     | 21 november 2010  | 1        | 1              | Första mästerskapet          | 31             |
| USA              | Vinnare av Uefa-CONCACAF-kvalet             | 27 november 2010  | 6        | 6              | Vinnare (1991, 1999)         | 1              |

1 Rankningarna är hämtade från den senaste rapporten innan mästerskapet (publicerades den 18 mars 2011).

## AFC (Asien)
17 lag tävlade om 3 platser.
Kvalificerade lag (3):
- Australien
- Japan
- Nordkorea

Utslagna lag:
| 1:a inledande rundan: - Maldiverna - Palestina 2:a inledande rundan: - Hongkong - Iran - Jordanien - Kirgizistan - Taiwan - Uzbekistan | Slutspel Gruppspel - Myanmar - Sydkorea - Thailand - Vietnam Bronsfinal - Kina |

## CAF (Afrika)
24 lag tävlade om 2 platser.
Kvalificerade lag (2):
- Ekvatorialguinea
- Nigeria

Utslagna lag:
| Kvalificering                                                              | Kvalificering                                                                                   | Slutspel                                                                       |
| 1:a rundan - Angola - Botswana - Etiopien - Gabon - Marocko - Sierra Leone | 2:a rundan - Kongo-Kinshasa - Elfenbenskusten - Eritrea - Guinea - Namibia - Senegal - Tunisien | Gruppspel - Algeriet - Ghana - Mali - Tanzania Semifinal - Kamerun - Sydafrika |

## CONCACAF (Nord- och Centralamerika)
26 lag tävlade om 2 eller 3 platser.
Kvalificerade lag (2):
- Kanada
- Mexiko

Vidare till interkontinental runda:
- USA

Utslagna lag:
| Karibien, 1:a rundan - Amerikanska Jungfruöarna - Anguilla - Dominica - Dominikanska republiken - Grenada - Saint Kitts och Nevis - Saint Vincent och Grenadinerna - Surinam - Turks- och Caicosöarna | Karibien, 2:a rundan - Antigua och Barbuda - Barbados - Puerto Rico - Saint Lucia Karibien, 3:e rundan - Kuba | Centralamerika, 1:a rundan - Belize - El Salvador - Honduras - Nicaragua | Gruppspel - Guatemala - Guyana - Haiti - Trinidad och Tobago Bronsfinal - Costa Rica |

## CONMEBOL (Sydamerika)
10 lag tävlade om 2 platser.
Kvalificerade lag (2):
- Brasilien
- Colombia

Utslagna lag:
| 1:a gruppspelet                | 1:a gruppspelet              | 2:a gruppspelet     |
| - Bolivia - Ecuador - Paraguay | - Peru - Uruguay - Venezuela | - Argentina - Chile |

## OFC (Oceanien)
8 lag tävlade om 1 plats.
Kvalificerade lag (1):
- Nya Zeeland

Utslagna lag:
| Gruppspel - Fiji - Tahiti - Tonga - Vanuatu | Semifinal - Cooköarna - Salomonöarna Final - Papua Nya Guinea |  |

## Uefa (Europa)
41 lag tävlade om 4 eller 5 platser (utöver Tysklands direktkvalificerade plats).
Kvalificerade lag (4):
- Frankrike
- Norge
- Sverige
- England

Vidare till interkontinental runda:
- Italien

Utslagna lag:
| Gruppspel: | Gruppspel: | Gruppspel: | Utslagsspel:                                          |
| - Armenien - Azerbajdzjan - Belgien - Bosnien och Hercegovina - Bulgarien - Estland - Finland - Georgien - Grekland - Vitryssland - Island | - Irland - Israel - Kazakstan - Kroatien - Makedonien - Malta - Nederländerna - Nordirland - Polen - Portugal - Rumänien | - Ryssland - Serbien - Skottland - Slovakien - Slovenien - Spanien - Tjeckien - Turkiet - Ungern - Wales - Österrike | 2:a rundan: - Danmark - Ukraina 3:e rundan: - Schweiz |

## Uefa-CONCACAF-kvalet
Trean i CONCACAF-kvalet mötte playoff-vinnaren från Uefa i ett dubbelmöte om den sista VM-platsen. Detta på grund av att CONCACAF tilldelades 2,5 platser och Uefa 5,5 st i mästerskapet. Matcherna spelades den 20 och 27 november 2010.
| Lag 1   | Totalt | Lag 2 | Match 1 | Match 2 |
| ------- | ------ | ----- | ------- | ------- |
| Italien | 0–2    | USA   | 0–1     | 0–1     |

USA besegrade Italien med 1-0 i de båda matcherna och knep därmed den sista platsen i VM:et.

### Match 1
|           | 20 november 2010 | Italien | 0 – 1   | USA          | Stadio Euganeo, Padua                      |                                            |
| 16:30 CET | 16:30 CET        |         | Rapport | 90+4′ Morgan | Domare: Silvia Elisabeth Reyes Juarez, PER | Domare: Silvia Elisabeth Reyes Juarez, PER |
| 16:30 CET | 16:30 CET        |         |         |              | Domare: Silvia Elisabeth Reyes Juarez, PER | Domare: Silvia Elisabeth Reyes Juarez, PER |
| 16:30 CET | 16:30 CET        |         |         |              | Domare: Silvia Elisabeth Reyes Juarez, PER | Domare: Silvia Elisabeth Reyes Juarez, PER |

### Match 2
|           | 27 november 2010 | USA           | 1 – 0   | Italien | Toyota Park, Bridgeview  |                          |
| 20:10 CET | 20:10 CET        | Rodriguez 40′ | Rapport |         | Domare: Sung Mi Cha, KOR | Domare: Sung Mi Cha, KOR |
| 20:10 CET | 20:10 CET        |               |         |         | Domare: Sung Mi Cha, KOR | Domare: Sung Mi Cha, KOR |
| 20:10 CET | 20:10 CET        |               |         |         | Domare: Sung Mi Cha, KOR | Domare: Sung Mi Cha, KOR |

### Fotnoter
1. ↑  ”FIFA/Coca-Cola Women's World Ranking” (på engelska). FIFA. Arkiverad från originalet den 4 mars 2010. https://web.archive.org/web/20100304152737/http://www.fifa.com/worldfootball/ranking/lastranking/gender=f/fullranking.html. Läst 16 juni 2011.